# Changseon-myeon
Changseon-myeon (koreanska: 창선면) är en socken i kommunen Namhae-gun i provinsen Södra Gyeongsang i den södra delen av Sydkorea, 315 km söder om huvudstaden Seoul. Den ligger på ön Changseondo.